# Geldern
Geldern (Nederlands: vroeger Gelre, later Gelder  of Gelderen, zoals ook te zien is aan de met deze beide vormen voorkomende familienamen Van Gelder en Van Gelderen) is een stad en gemeente in de Duitse Nederrijn, in de Kreis Kleef (Noordrijn-Westfalen). Geldern ligt aan de Niers, op circa twintig kilometer ten noordoosten van Venlo, maar de afstand tot de Nederlandse grens bedraagt hemelsbreed slechts zeven kilometer. Op 31 december 2020 telde de gemeente 33.760 inwoners op een oppervlakte van 96,91 km². De stad is de oorsprong en oorspronkelijke hoofdstad van het historische hertogdom Gelre.

## Deelgemeenten
Woonkernen binnen deze gemeente in de regio Nederrijn zijn:
- Geldern
- Aengenesch
- Hartefeld
- Kapellen
- Lüllingen
- Pont
- Veert
- Vernum
- Walbeck

## Naam
Vorm
De eerste vermelding van de stad Geldern in een oorkonde is uit het jaar rond 900. De naam van de plaats vertoonde diverse varianten: Gelre, Gielra, Gellero, Gelera en dergelijke. De naamsvarianten met een ingevoegde /-d-/ zijn jonger dan die van Gel(le)re.
Betekenis
 Gellere (997), Gellera (1104/1105), Geldren (1167) stond oorspronkelijk wellicht voor een verhoogd gelegen nederzetting aan de drassige Niers, of Gellera zou een afsnijding van de Niers geweest kunnen zijn.

## Geschiedenis

### Duiding
De historische betekenis van Geldern voor de regio is veel groter geweest dan haar huidige perifere geografische ligging in een landelijk Duits grensgebied zou doen vermoeden. In de middeleeuwen was het de bakermat van het graafschap - en later hertogdom - Gelre, waaruit de Nederlandse provincie Gelderland is voortgekomen.
Haar omvang was altijd wel bescheiden, maar de stad was in de laatste drie eeuwen van geen historisch en potentieel belang meer en bleef dus bescheiden van omvang. Ook de uitgroei tot een regionale grotere stad bleef uit o.a. omdat de stad niet aan belangrijke handelswegen of rivieren of centraal in een groter gebied ligt en werd ook daarin voorbijgestreefd door buursteden als Venlo en Krefeld. Bovendien werd in 1815 de staatsgrens zo getrokken dat Geldern excentrisch kwam te liggen. Thans is de plaats niet meer dan een kleine provincieplaats met een streekfunctie voor het onderwijs.

### Stedelijke geschiedenis

#### Nederlandse periode
In 1543 kwam de stad met de rest van het hertogdom Gelre aan Karel V (Traktaat van Venlo). De stad zou tot 1703 bij de Zuidelijke Nederlanden blijven, met een onderbreking van 1578 (toen de stad in handen van de opstand en dus van de Noordelijke Nederlanden was) tot de Spaanse inname van 1587.

#### Pruisische en Duitse periode

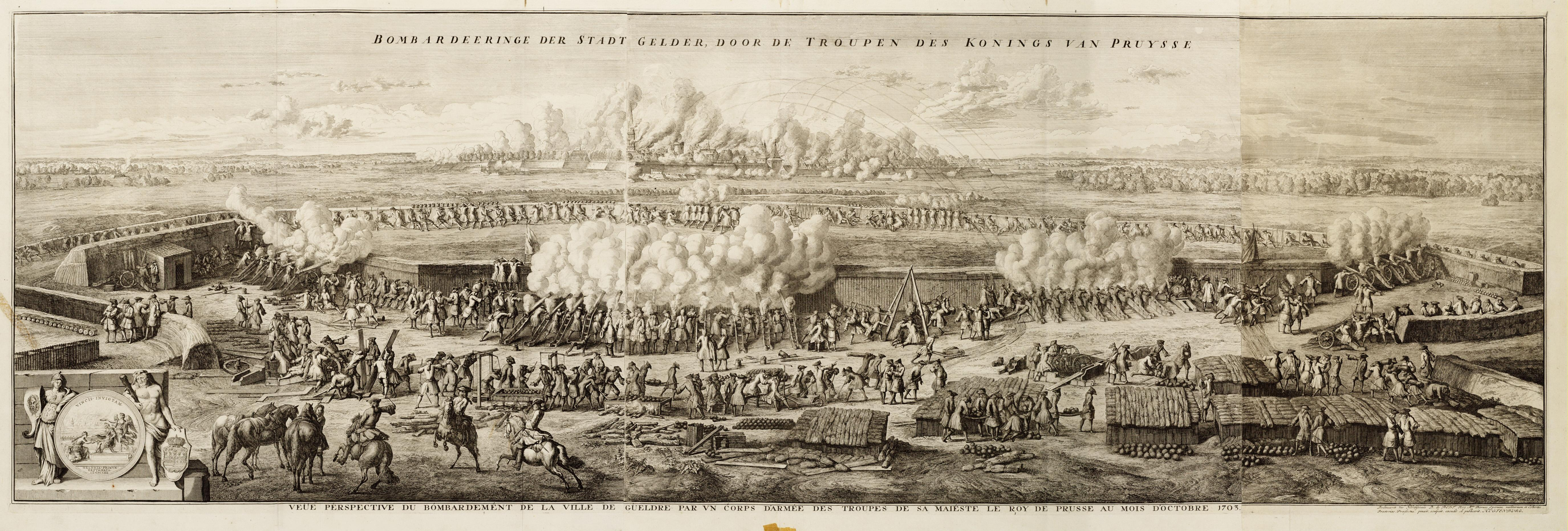
Bombardement op Geldern in 1703.

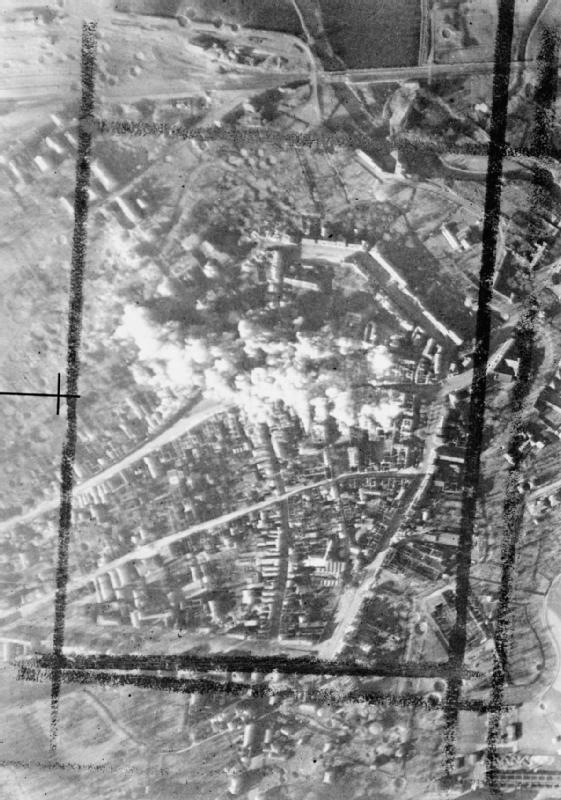
Bombardement op Geldern tussen 1943 en 1945

In 1703 werd Geldern tijdens de Spaanse Successieoorlog door Pruisen zwaar met artillerie gebombardeerd en ten slotte veroverd. Bij de Vrede van Utrecht in 1713 werd bekrachtigd dat de stad en het voormalige Overkwartier Pruisisch werd.
De stad was grotendeels hersteld –- mede met geld van de koning van Pruisen -– van het bombardement van 1703, toen in 1735 een kruittoren ontplofte en het grootste deel van de stad weer verwoest werd.
Ze werd later Duits, afgezien van de Franse bezetting van 1794 tot 1814.
Na de Eerste Wereldoorlog lag Geldern in de Belgische bezettingszone van de Rijnprovincie.
Aan het einde van de Tweede Wereldoorlog werd circa 80% van de stad verwoest door geallieerde luchtbombardementen.
Na de Tweede Wereldoorlog werd Geldern ingedeeld in de nieuwe deelstaat Noordrijn-Westfalen. In 1975 ging het district Geldern op in de Kreis Kleef.

### Gewestelijke geschiedenis

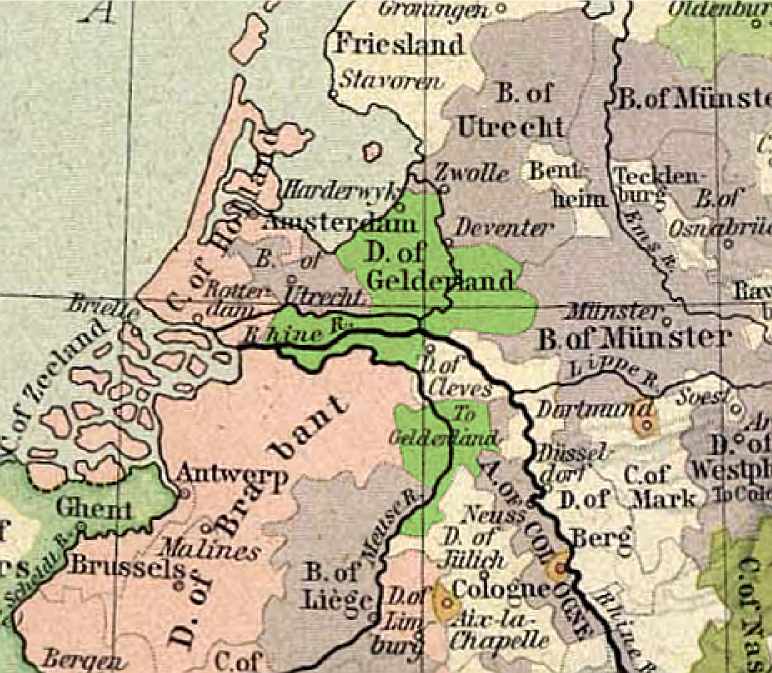
Gelre in 1477

De plaats Geldern is in Nederland relatief onbekend, terwijl zij voor de Nederlanden toch zo'n belangrijke historische rol heeft gespeeld. Hier was immers het stamslot van de Hertog van Gelre.
Niet alleen de huidige Nederlandse provincie Gelderland was er enkele eeuwen mee verbonden, maar ook, en nog veel langer, het grootste deel van het huidige Noord-Limburg met plaatsen als Venlo, Venray en Horst, alsmede een geringer deel van Midden-Limburg, bijvoorbeeld Roermond. In het afzonderlijke artikel Geschiedenis van Gelderen wordt uitgebreid op de historische situatie ingegaan.

## Taal
De archieven van Geldern uit de Nederlandse tijd zijn in het Nederlands geschreven. Na het einde van de Nederlandse macht ging men vlug Hoogduits gebruiken als schrijftaal, maar de plaatselijke dialecten van Geldern en de hele Nederrijn worden door de Nederlandse taalwetenschap desondanks bij de dialecten van het Nederlands geteld. Deze dialecten maken deel uit van het Nederfrankische dialectgebied aan beide zijden van de grens.

## Economie, cultuur en recreatie
Geldern ligt binnen het gebied van het samenwerkingsverband Euregio Rijn-Maas Noord en wordt door de Kreis Kleef vertegenwoordigd.
In Geldern wordt ieder jaar in augustus een wedstrijd georganiseerd voor straatschilders (Duits: Strassenmaler). De kunstenaars kunnen op een speciaal terrein kamperen en het festival wordt opgeluisterd door optredens van straatmuzikanten en jongleurs. Het festival heeft in 2008 voor de dertigste keer plaatsgevonden.
In een voormalige watertoren in Geldern is het kunstenaarsinitiatief KUHnst-Turm-Niederrhein e.V. gevestigd dat regelmatig tentoonstellingen van hedendaagse beeldende kunst organiseert. Iedere zomer is er een werkperiode van vier weken voor twee of drie kunstenaars, die daarvoor een stipendium ontvangen.

## Verkeer
Het station van Geldern ligt aan de spoorlijn van Kleef naar Krefeld en Düsseldorf. De Linksniederrheinische Strecke wordt frequent gereden door de 'Niers-Express'. Binnen het stadsgebied en naar de omliggende dorpen rijden er bussen.
Door Geldern lopen de Bundesstraße 9 (B 9) en Bundesstraße 58 (B 58), waarmee
de plaats op het autobaannetwerk is aangesloten. De dichtstbijzijnde vliegvelden zijn Düsseldorf en Weeze.

## Forensisme
| Pendelaars naar Geldern uit   | Pendelaars naar Geldern uit | Pendelaars naar Geldern uit |                                | Pendelaars uit Geldern naar | Pendelaars uit Geldern naar | Pendelaars uit Geldern naar |
| Herkomstgemeente (woonplaats) | Aantal                      | Afstand in km               | Bestemmingsgemeente (werkplek) | Aantal                      | Afstand in km               |                             |
| ----------------------------- | --------------------------- | --------------------------- | ------------------------------ | --------------------------- | --------------------------- | --------------------------- |
| Kevelaer                      | 2.100                       | 7,6                         |                                | Straelen                    | 1.036                       | 10,6                        |
| Straelen                      | 1.024                       | 10,6                        | Kevelaer                       | 965                         | 7,6                         |                             |
| Issum                         | 857                         | 8,6                         | Krefeld                        | 735                         | 26,9                        |                             |
| Kerken                        | 680                         | 9,6                         | Kleef                          | 491                         | 34,2                        |                             |
| Goch                          | 555                         | 23,6                        | Duisburg                       | 480                         | 30,7                        |                             |
| Weeze                         | 464                         | 14,5                        | Düsseldorf                     | 468                         | 46,9                        |                             |
| Kleef                         | 359                         | 34,2                        | Issum                          | 418                         | 8,6                         |                             |
| Duisburg                      | 350                         | 30,7                        | Kempen                         | 335                         | 17,9                        |                             |
| Xanten                        | 334                         | 19,2                        | Moers                          | 324                         | 22,7                        |                             |
| Sonsbeck                      | 330                         | 11,7                        | Kamp-Lintfort                  | 256                         | 14,6                        |                             |
| Kamp-Lintfort                 | 328                         | 14,6                        | Kerken                         | 255                         | 9,6                         |                             |
| Wachtendonk                   | 301                         | 13,3                        | Goch                           | 254                         | 23,6                        |                             |
| Krefeld                       | 233                         | 26,9                        | Sonsbeck                       | 253                         | 11,7                        |                             |
| Moers                         | 224                         | 22,7                        | Weeze                          | 198                         | 14,5                        |                             |
| Alpen                         | 213                         | 15,1                        | Wachtendonk                    | 174                         | 13,3                        |                             |
| Overige                       | 3.512                       | X                           | Overige                        | 3.025                       | X                           |                             |
| Totaal                        | 11.864                      | X                           |                                | Totaal                      | 9.667                       | X                           |

## Partnersteden
- Bree, stad in de Belgische provincie Limburg
- Fürstenberg/Havel, stad in de deelstaat Brandenburg

## Aangrenzende gemeenten
| Aangrenzende gemeenten | Aangrenzende gemeenten | Aangrenzende gemeenten | Aangrenzende gemeenten | Aangrenzende gemeenten |
| ---------------------- | ---------------------- | ---------------------- | ---------------------- | ---------------------- |
| Bergen (NL)            |                        | Kevelaer               |                        | Sonsbeck               |
|                        |                        |                        |                        |                        |
|                        | Issum                  |                        |                        |                        |
|                        |                        |                        |                        |                        |
| Straelen               |                        |                        |                        | Kerken                 |

## Afbeeldingen

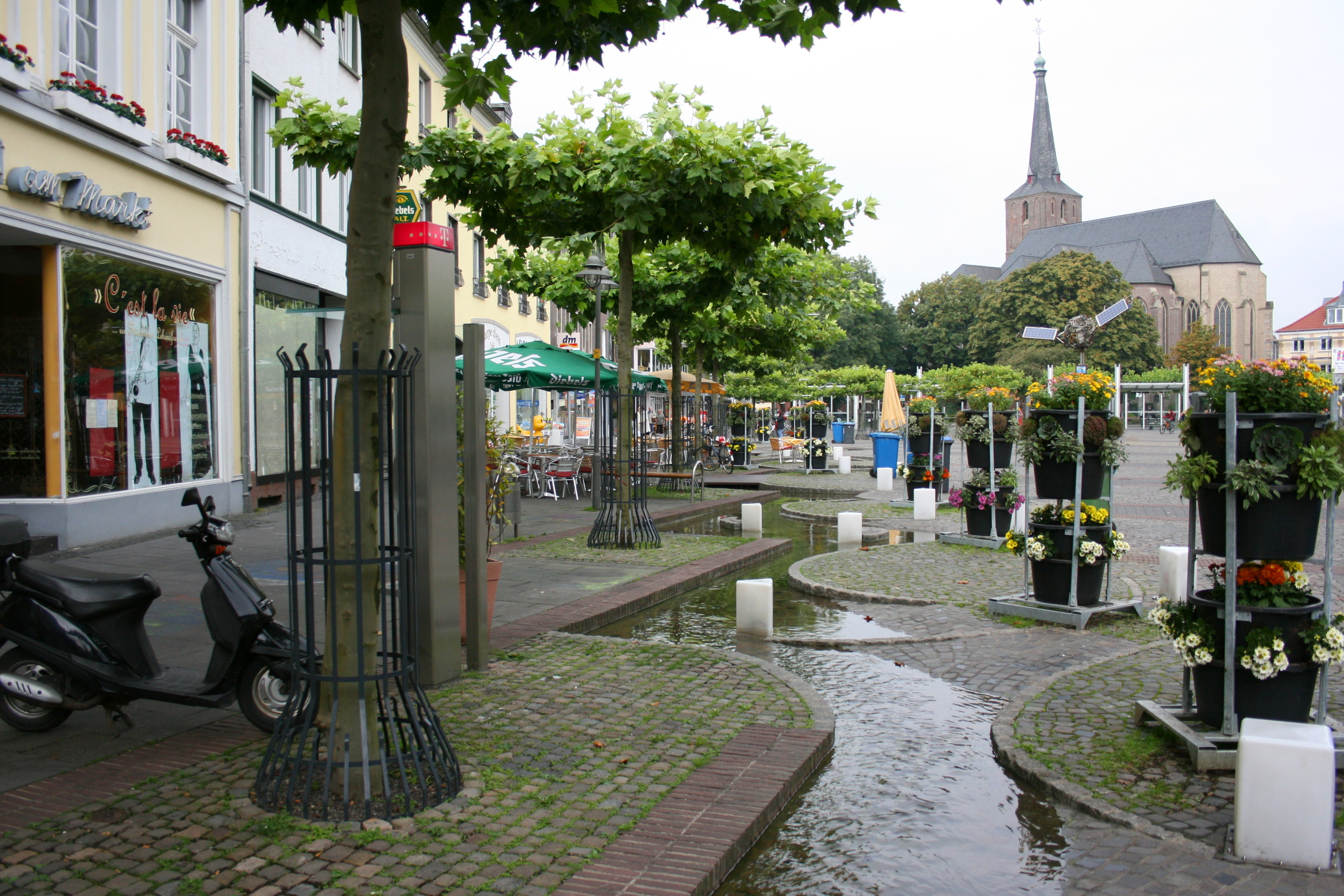
Markt
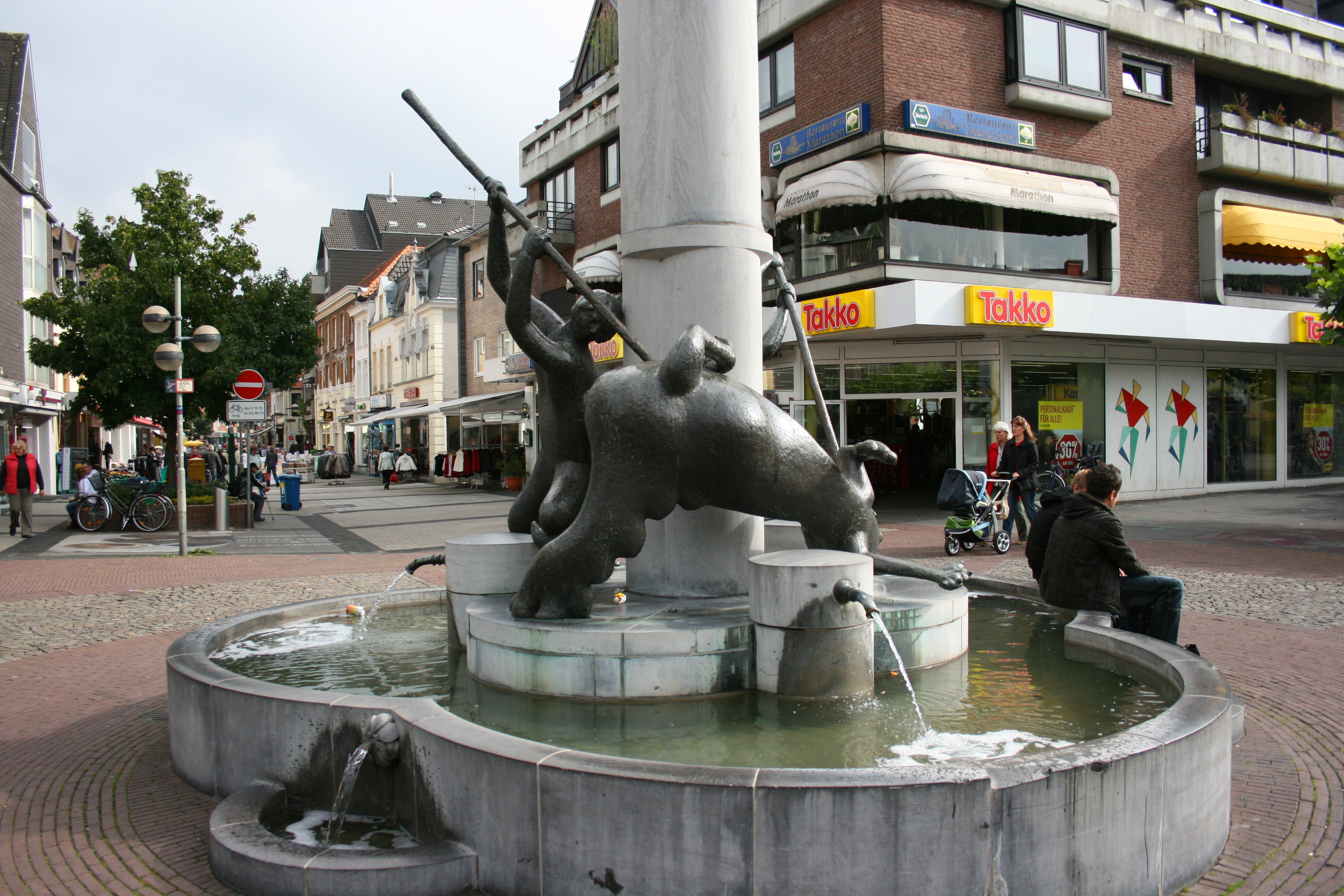
Drachenbrunnen, Markt
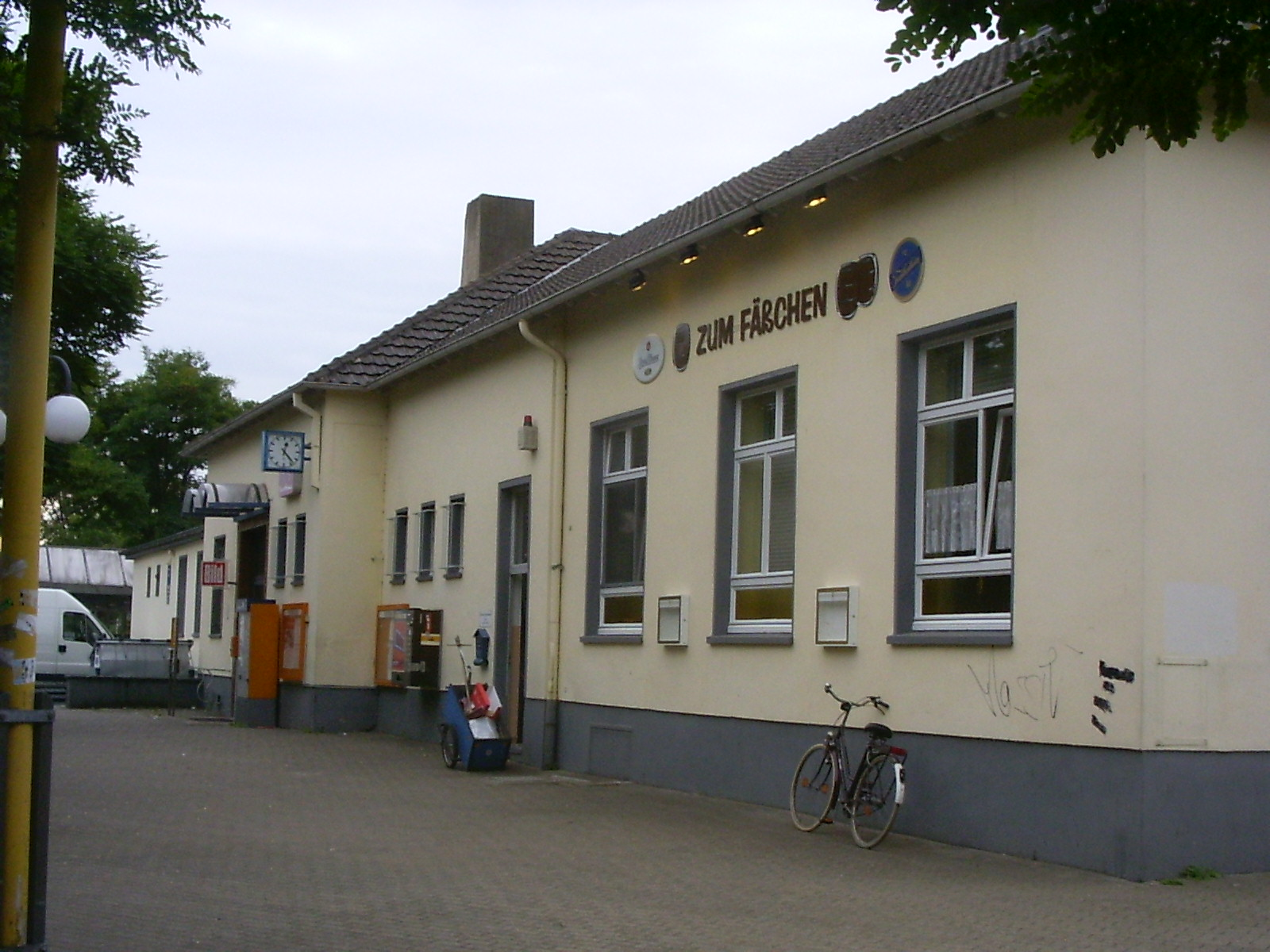
Station Geldern
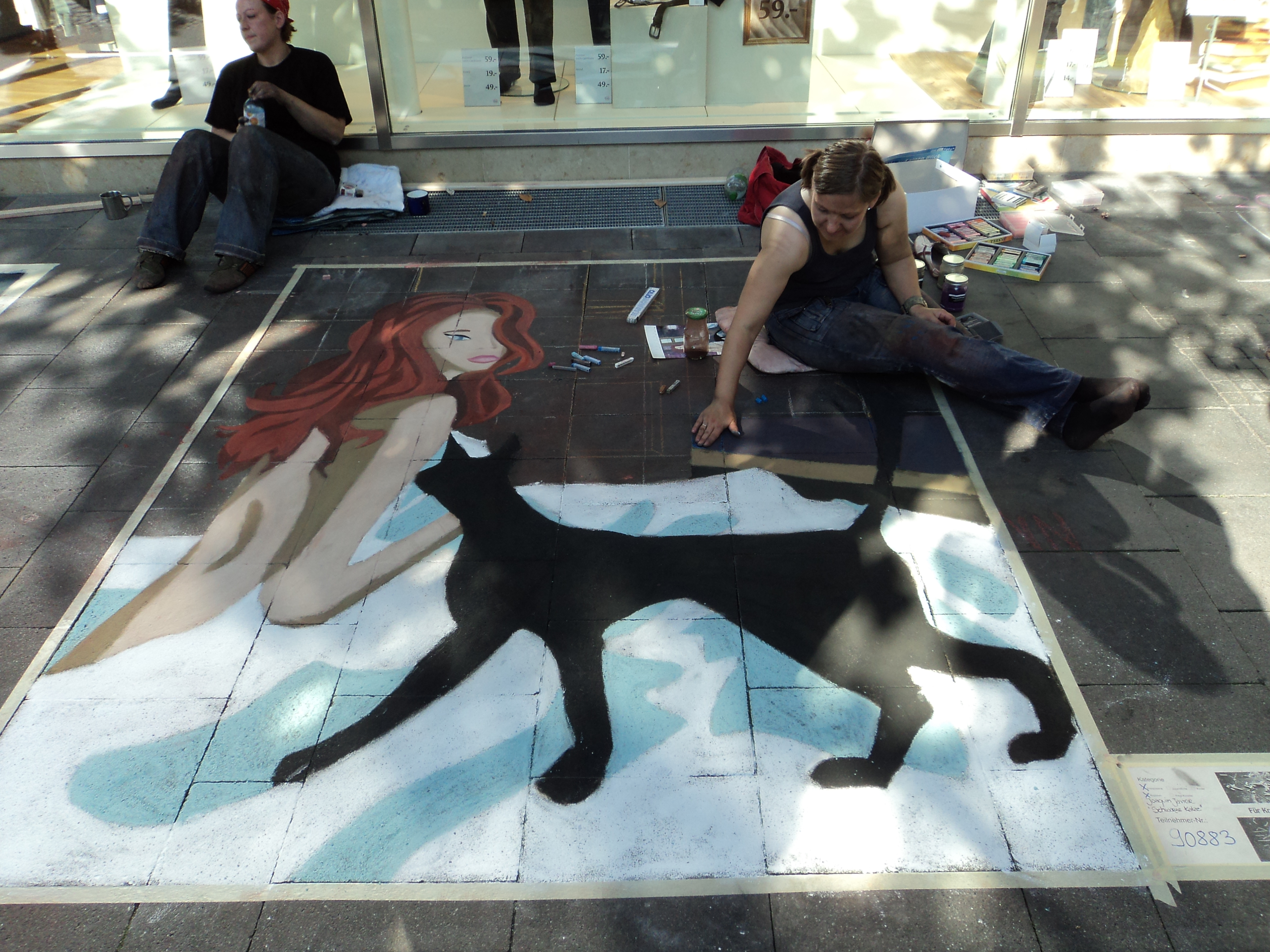
Straatschildering, 2011
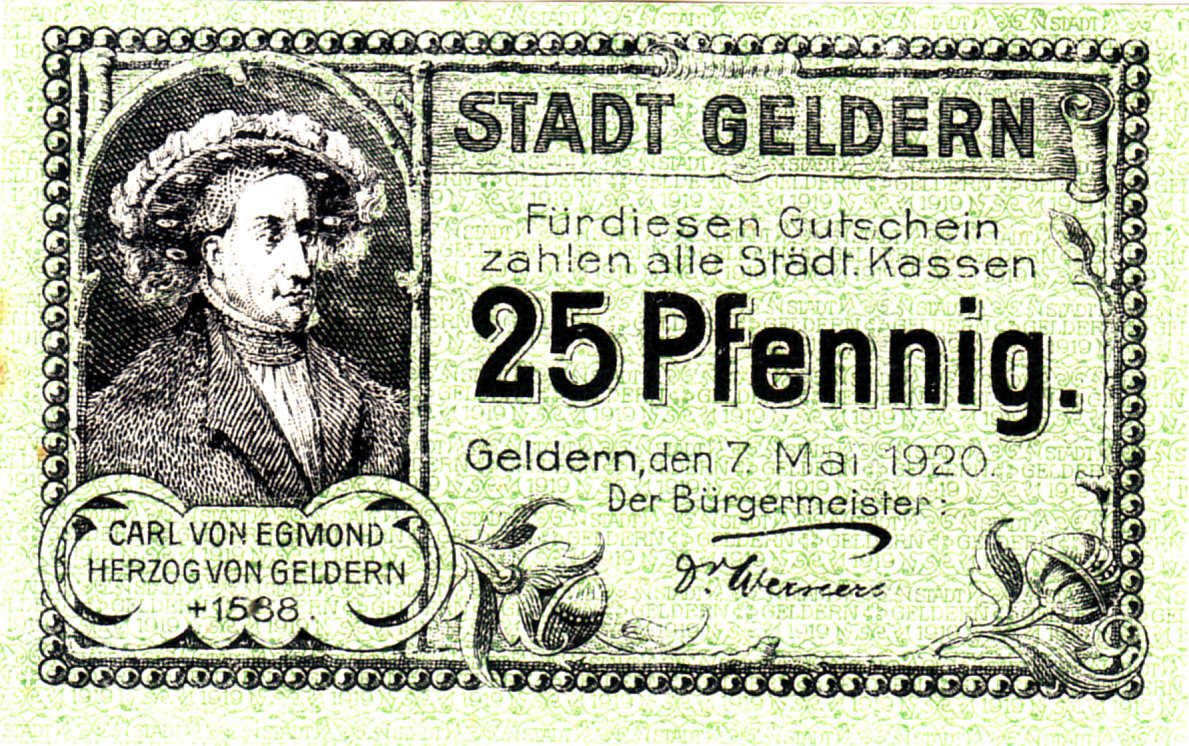
Noodgeld, 1920
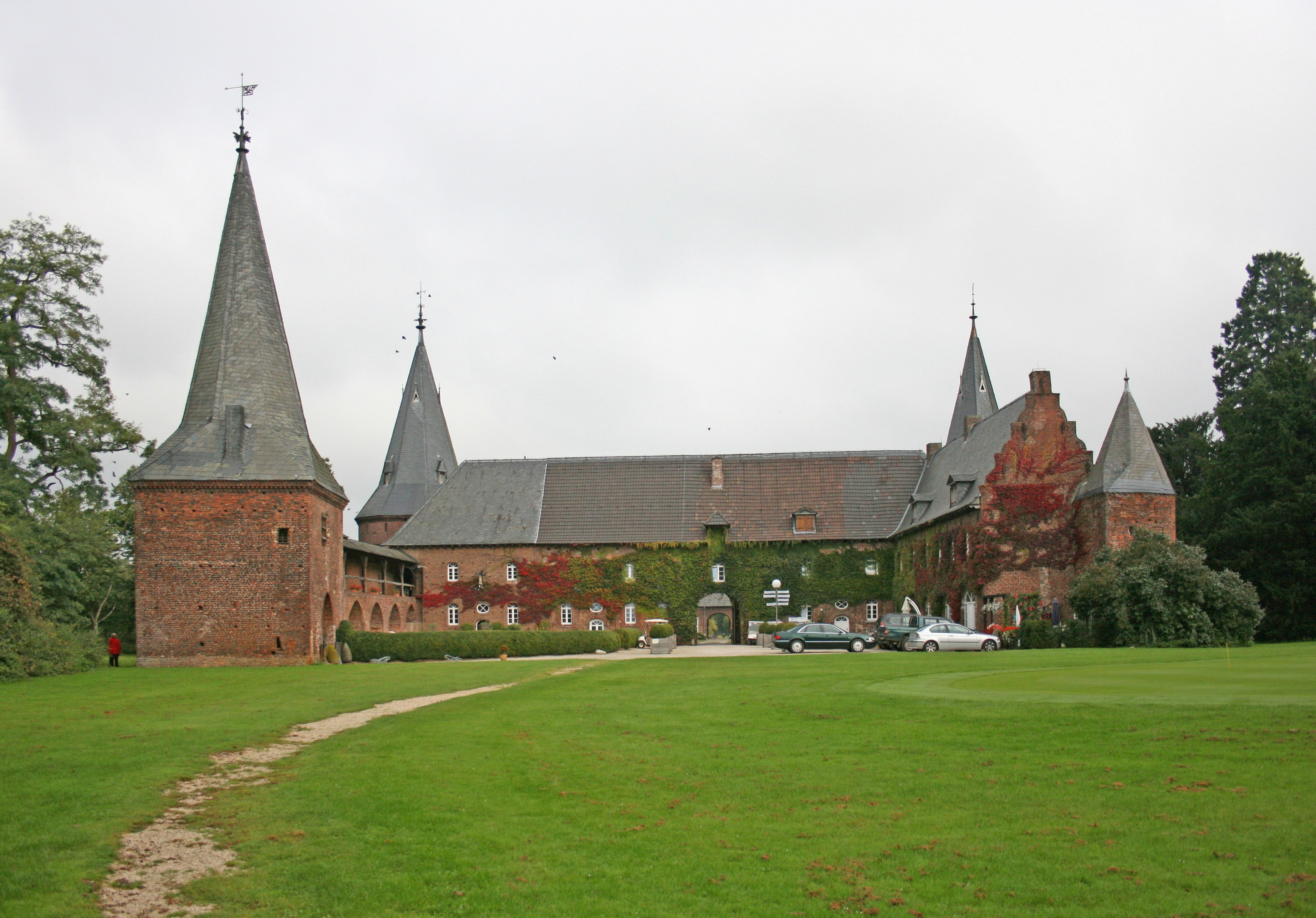
Schloss Haag